# نورمان كينغ (سياسي)
نورمان كينغ (بالإنجليزية: Norman King)‏ هو سياسي نيوزلندي، ولد في 28 ديسمبر 1914 في أوكلاند في نيوزيلندا، وتوفي في 28 مايو 2002. حزبياً، نشط في حزب العمال النيوزيلندي. وقد انتخب عضو مجلس النواب النيوزيلندي.